# 모리나가 리카
모리나가 리카(일본어: 森永 理科, 1980년 4월 25일~)는 일본의 여자 성우이다.

## 출연작

### TV 애니메이션
2003년
- 망상과학 시리즈 원더바 스타일(하루노 사쿠라)
- 원반황녀 왈큐레 12월의 야상곡(리카)

2004년
- 로젠 메이든 - 소우세이세키

2005년
- 로젠 메이든 트로이트멘트 - 소우세이세키
- 트랜스포머 사이버트론 - 로리
- BLOOD+ - 나하비

2007년
- 모에땅(루리코)
- 미나미가 (마코토(마코쨩))
- 세토의 신부 (제니가타 마와리)
- 클레이모어(클라우디아)

2008년
- 광란가족일기(사신삼번)
- 미나미가 오카와리 (마코토(마코쨩))

2009년
- 미나미가 오카에리 (마코토(마코쨩))
- 사키 (이케다 카나)

2013년
- 미나미가 타다이마 (마코토(마코쨩))
- 로젠메이든 3기 (소우세이세키)

2014년
- 사키 전국편 (이케다 카나)

### OVA
2005년
- 원반황녀 왈큐레 성령절의 신부(리카)

2006년
- 로젠메이든 오베르튜레(소우세이세키)

2009년
- 테일즈오브베스페리아 (리타 모르디오)

### 게임
2006년
- 가제트 트라이얼 (유리)

2009년
- 테일즈오브베스페리아 (리타모르디오)

2010년
- 매리지 로얄 프리즘 스토리 (산죠 아사히)